# Acrocera laeta
Acrocera laeta är en tvåvingeart som beskrevs av Gerstacker 1856. Acrocera laeta ingår i släktet Acrocera och familjen kulflugor. Inga underarter finns listade i Catalogue of Life.